# Heinz Voigt (Schriftsteller)
Heinz Voigt, Pseudonym: Karl-Heinz Voigt (* 7. April 1900 in Wilhelmshaven; † nicht ermittelt), war ein deutscher Schriftsteller.

## Leben und Wirken

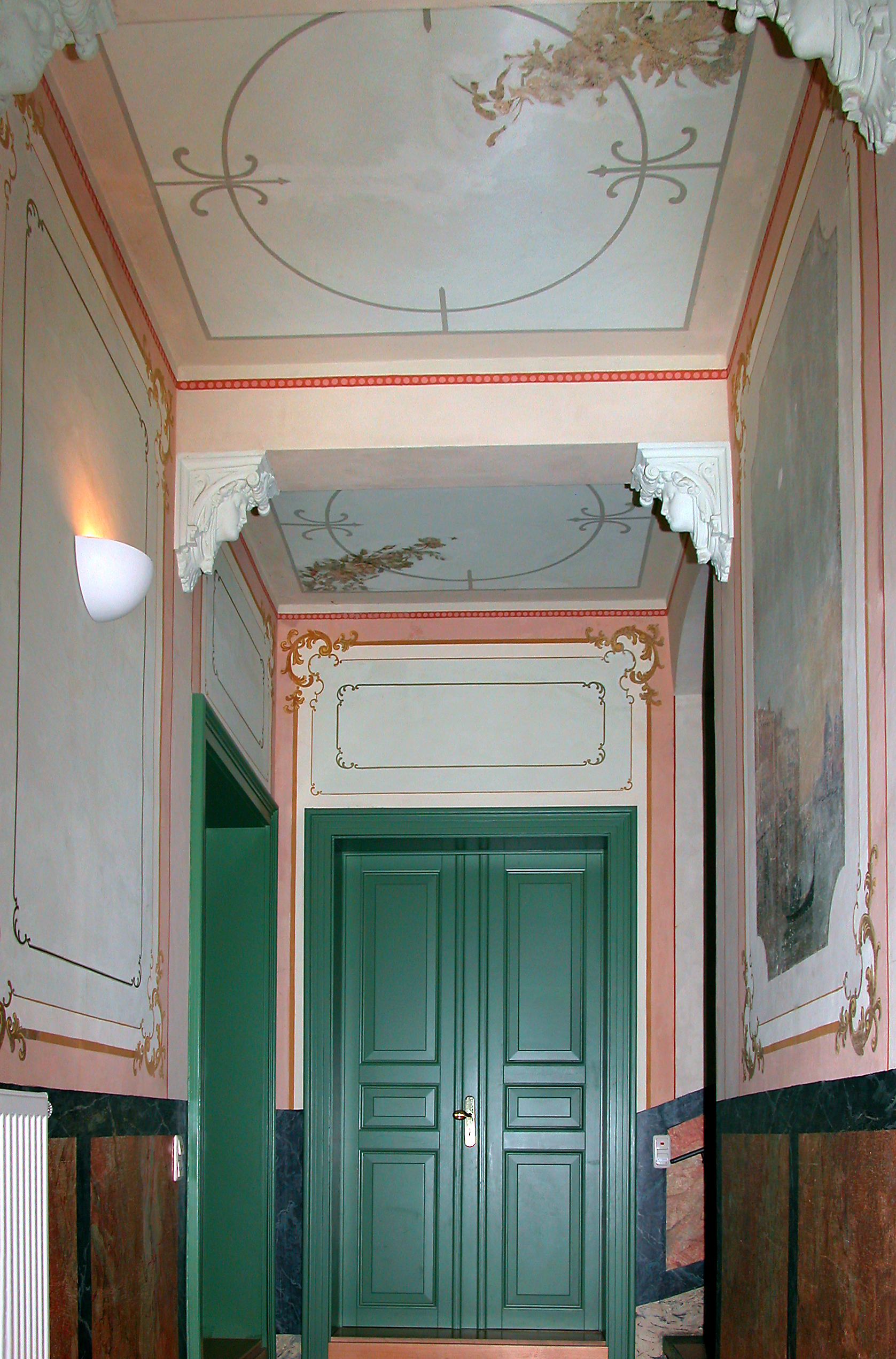
Treppenhaus in der von Voigt in Dresden bewohnten Villa, Mendelsohnallee 18

Voigt ließ sich in Dresden-Blasewitz als freischaffender Schriftsteller nieder und verfasste Romane und Novellen. Daneben schrieb er auch Kunstbetrachtungen und widmete sich der Bühnendichtung. Zu Letzterer gehört beispielsweise das Volksmärchenspiel Die Bremer Stadtmusikanten, das, von Richard Preißler aus Dresden vertont, u. a. 1937 im Zentraltheater in Magdeburg aufgeführt wurde.

## Werke (Auswahl)
- Das Herz des Giganten. 1927.
- Konstanze. 1929.
- Michael Vagandus. 1931.
- Der Gast aus den Wolken. 1932.
- Ein Mann mit Herz. 1934.
- Der Stein der Weisen. Sauerberg, Hamburg 1935.
- Das Haus im Nebel. Detektivroman. Hans Müller, Hamburg 1938.